# Elgin (Tennessee)
Elgin es un lugar designado por el censo ubicado en el condado de Scott en el estado estadounidense de Tennessee. En el Censo de 2010 tenía una población de 282 habitantes y una densidad poblacional de 56,07 personas por km².

## Geografía
Elgin se encuentra ubicado en las coordenadas 36°19′42″N 84°36′33″O / 36.32833, -84.60917. Según la Oficina del Censo de los Estados Unidos, Elgin tiene una superficie total de 5.03 km², de la cual 5.03 km² corresponden a tierra firme y (0%) 0 km² es agua.

## Demografía
Según el censo de 2010, había 282 personas residiendo en Elgin. La densidad de población era de 56,07 hab./km². De los 282 habitantes, Elgin estaba compuesto por el 99.29% blancos, el 0% eran afroamericanos, el 0.35% eran amerindios, el 0.35% eran asiáticos, el 0% eran isleños del Pacífico, el 0% eran de otras razas y el 0% pertenecían a dos o más razas. Del total de la población el 0% eran hispanos o latinos de cualquier raza.